# Národní cyklotrasa 36
Die Národní cyklotrasa 36 (deutsch: nationaler Radweg 36) ist ein Fernradweg entlang der deutsch-tschechischen Grenze von Všeruby u Kdyně nach Eger. Dieser Radweg wird auch Magistrála Český les – Krušné hory (deutsch: Hauptroute Oberpfälzer Wald – Erzgebirge) genannt.
Diese Hauptroute Oberpfälzer Wald – Erzgebirge reicht von Všeruby über Eger nach Měděnec, wobei der Abschnitt Všeruby – Eger durch den Radweg 36 abgedeckt wird und der Abschnitt Eger – Měděnec durch den südwestlichen Teil des Radweges 23. Teilweise wird dieser Abschnitt von Radweg 23 ebenfalls als Radweg 36 bezeichnet.

## Bedeutung
Zusammen decken die beiden Radwege 36 und 23 einen großen Teil der deutsch-tschechischen Grenze ab. In Erinnerung an die Annexion der an diese Grenze anschließenden Gebiete durch die deutschen Nationalsozialisten und die direkt darauf folgende Zerschlagung der Tschechoslowakei in den Jahren 1938 und 1939 wird diese Fahrrad-Route als nationaler Radweg bezeichnet.

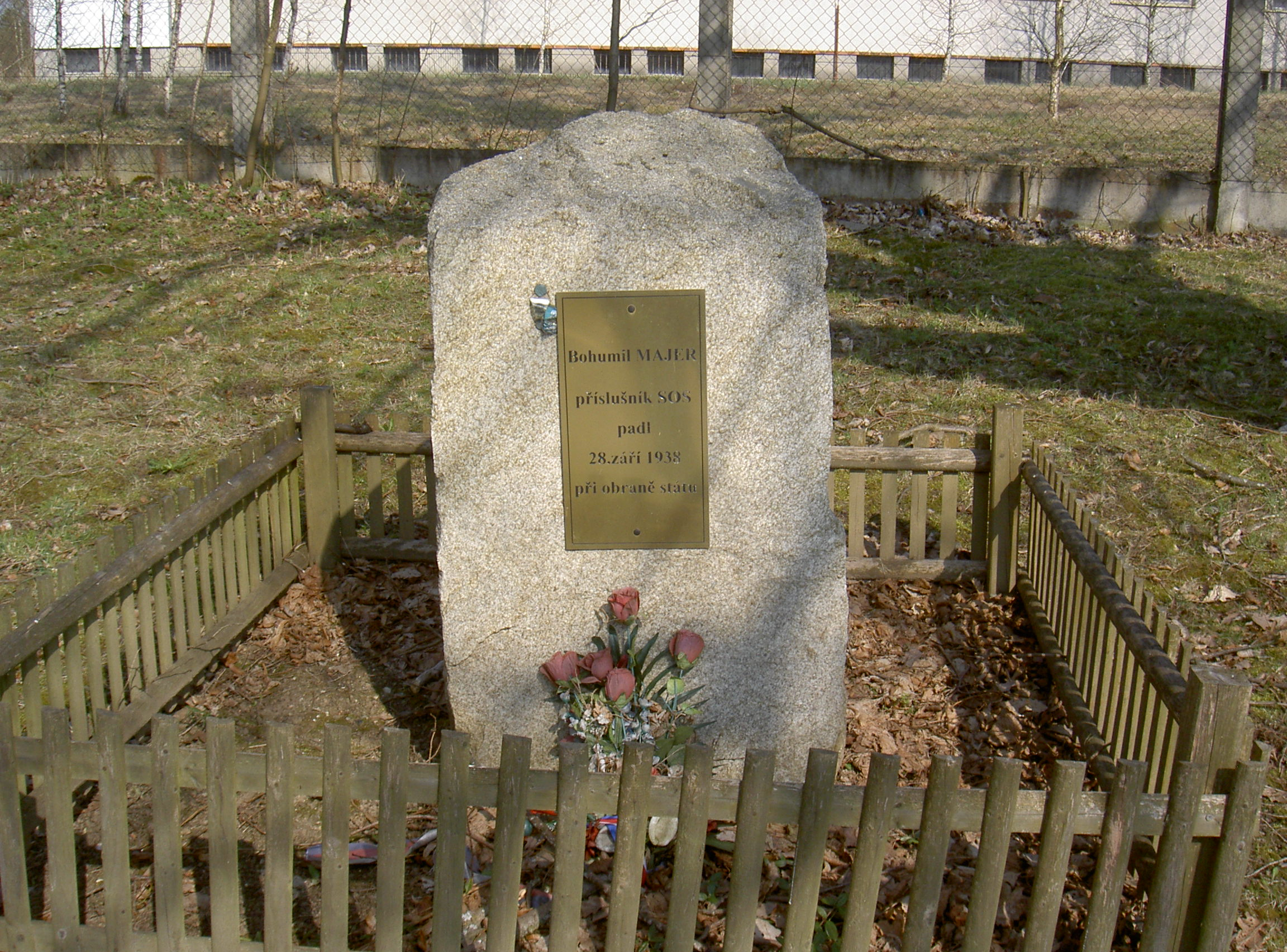
Grab von Bohumil Majer, Mitglied der Stráž obrany státu (SOS), gefallen bei der Verteidigung der Grenze am 28. September 1938

Auf der Route des Radweges liegen mehrere Gräber von tschechischen Bürgern, die durch das Sudetendeutsche Freikorps, die Wehrmacht und die SS ermordet wurden. Es gibt auch Gräber von Grenzbeamten, die an der deutsch-tschechischen Grenze in den 1960er Jahren umgekommen sind.

## Verlauf und Charakteristik

### Erreichbarkeit und allgemeiner Zustand des Radweges
Die nächsten Bahnstationen zum Startpunkt des Radweges 36 in Všeruby befinden sich in Furth im Wald an der Bahnstrecke Schwandorf–Furth im Wald, Česká Kubice an der Bahnstrecke Plzeň–Furth im Wald und in Kdyně an der Bahnstrecke Janovice nad Úhlavou–Domažlice. Alle drei Bahnhöfe sind etwa 10 Kilometer von Všeruby entfernt, wobei Česká Kubice direkt auf dem Radweg 36 liegt.
Am Endpunkt Cheb kreuzen sich die Bahnstrecken Plzeň–Cheb, Nürnberg–Cheb, Chomutov–Cheb und Plauen–Cheb. Der andere Endpunkt Měděnec befindet sich an der Bahnstrecke Chomutov–Vejprty, die weiter nach Annaberg-Buchholz führt.
Etwa 12 Kilometer östlich parallel zum Radweg 36 verläuft die Bahnstrecke Domažlice–Tachov und ab Tachov die Bahnstrecke Planá u Mariánských Lázní–Tachov und anschließend die Bahnstrecke Plzeň–Cheb. Die Ortschaften auf dem Radweg 36 Tachov, Dolní Žandov, Salajna haben Bahnhöfe auf diesen Bahnstrecken. Hier kann die Tour unterbrochen werden.
Der Radweg 36 verläuft nahe der deutsch-tschechischen Grenze teilweise auf ruhigen kleinen Straßen mit wenig Autoverkehr, meistens jedoch auf Wald- und Wanderwegen, die nicht immer in einem besonders guten Zustand sind. Besonders bei längerem Regenwetter oder auch nach Waldarbeiten kann die Fortbewegung hier ziemlich mühsam werden. Für Familien mit kleinen Kindern oder bei schwächerer Kondition sind diese Anstrengungen zu berücksichtigen und nur kürzere Strecken einzuplanen. Teilweise geht es auch längere Zeit durch einsame Waldgebiete, wo die Orientierung nicht so einfach ist. Restaurants, Einkaufs- und Übernachtungsmöglichkeiten sind auf der Strecke nicht besonders häufig. Von November bis März sollte der Radweg nicht befahren werden, da bei Höhen über 550 Meter in diesen Gegenden mit größeren Mengen Schnee und Eis gerechnet werden muss. Wege und kleinere Straßen werden in Tschechien im Winter nicht geräumt.
Durch seine Grenznähe passiert der Radweg zahlreiche Wüstungen von Ortschaften, die vor 1946 von Deutschen bewohnt waren. Viele dieser Wüstungen sind durch grüne Hinweisschilder gekennzeichnet. Dies ist einer Initiative des tschechischen Heimatforschers Zdeněk Procházka zu verdanken.

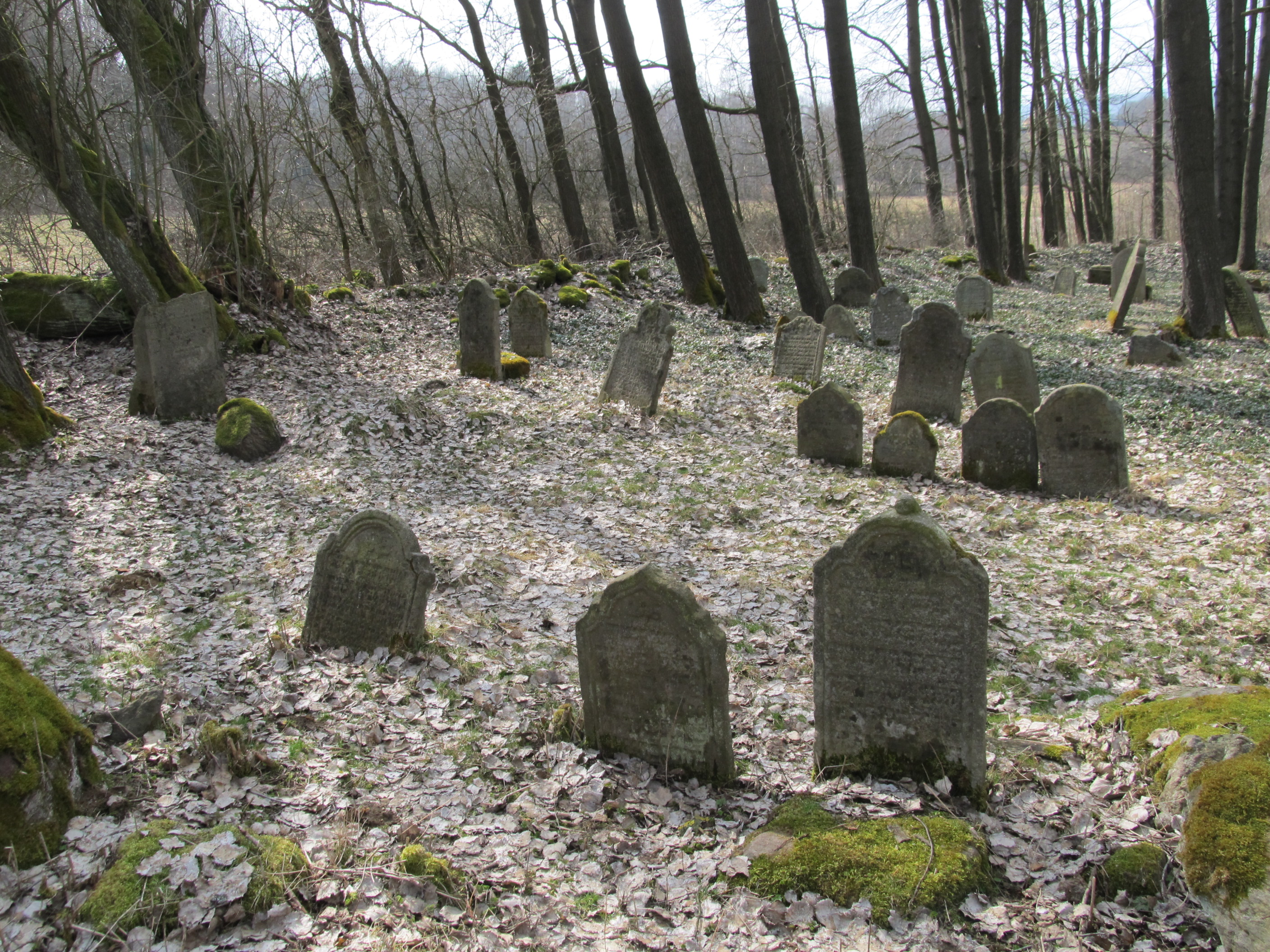
Jüdischer Friedhof Pořejov

Unter diesen Zeugen der Vergangenheit befindet sich der jüdische Friedhof bei der Wüstung Pořejov. Einige Kilometer weiter passiert der Radweg den alten jüdischen Friedhof von Tachau. Zahlreiche jüdische Friedhöfe und ehemalige Synagogen im deutsch-tschechischen Grenzgebiet zeugen von der jüdischen Besiedelung dieser Region, die durch den Völkermord an den Juden durch die deutschen Nationalsozialisten vernichtet wurde.

### Všeruby bis Železná stärkste Steigungen bis auf fast 1000 Meter Höhe
Der Radweg startet in Všeruby auf einer Höhe von etwa 450 Metern. Er verläuft zunächst mit geringer Steigung auf einer kleinen Straße bis zum 560 Meter hoch gelegenen Česká Kubice. Dann setzt er sich auf ehemaligen Patrouillenwegen der Grenztruppen fort. Diese befinden sich zwischen dem 1042 m hohen Čerchov und der deutsch-tschechischen Grenze. Auf dieser Strecke steigt er bis auf fast 1000 Meter Höhe an und sinkt dann wieder auf 520 Meter Höhe beim Grenzübergang Höll-Lísková ab. Nun geht es wieder auf einer kleinen Straße auf ebener Strecke nach Nemanice weiter. Hinter Nemanice verlässt der Radweg die Straße und wechselt wieder auf die grenznah gelegenen Patrouillenwege. Es folgen moderate Anstiege bis auf etwa 700 Meter Höhe. In Rybník senkt sich der Weg wieder auf 540 Meter Höhe ab. Nach Rybník folgt der Radweg auf ebener Strecke bis Mostek einer kleinen Straße an der Radbuza entlang. Nun folgt auf Waldwegen der nächste größere Anstieg bis auf über 800 Meter Höhe, um beim Grenzübergang Železná wieder auf 520 Meter Höhe abzusinken.

### Železná bis Cheb, moderate Steigungen bis auf 700 Meter Höhe
Mit geringeren Anstiegen geht es zum Grenzübergang Rozvadov weiter. Hinter Rozvadov wird es wieder gebirgiger, bleibt aber bis Tachov bis um die 600 Meter Höhe. Nach Tachau schließen sich bei Halže, Broumov und Vysoká wieder Gebirgszüge an, in denen der Radweg Höhen um 700 Meter erreicht. Dann fällt er sanft nach Cheb ab, wo seine Höhe, ähnlich seinem Ausgangspunkt in Všeruby, wieder 450 Meter Höhe beträgt.

## Sehenswürdigkeiten am Weg
- Všeruby u Kdyně: Denkmal für Božena Němcová, Kirche St. Michael mit Pfarrhaus und Nepomuksäule,
- Nemanice: Nepomukkirche
- Dianin Dvůr: Ruinen des Jagdschlosses Diana
- Mostek: Steinbrücke
- Diana: barockes Jagdschloss Diana
- Svatá Kateřina: Kirche St. Katharina, Beamtenhaus, Kornspeicher
- Hošťka: Kirche hl. Margareta
- Pořejov: Ruine der Annakirche
- Jüdischer Friedhof (Pořejov)
- Tachov: historische Altstadt mit Stadtbefestigung, Wenzelskirche, Franziskanerkloster, Kirche Mariä Himmelfahrt, Schloss, Alter jüdischer Friedhof (Tachov)
- Svobodka: Statue hl. Johannes Nepomuk
- Halže: Kirche hl. Johannes und Paulus, Kapelle hl. Johannes Nepomuk
- Broumov u Zadního Chodova: Schloss, Jánský Schlösschen
- Vysoká: Annenkapelle, Kirche Johannes der Täufer
- Cheb: historische Altstadt mit Stadtbefestigung

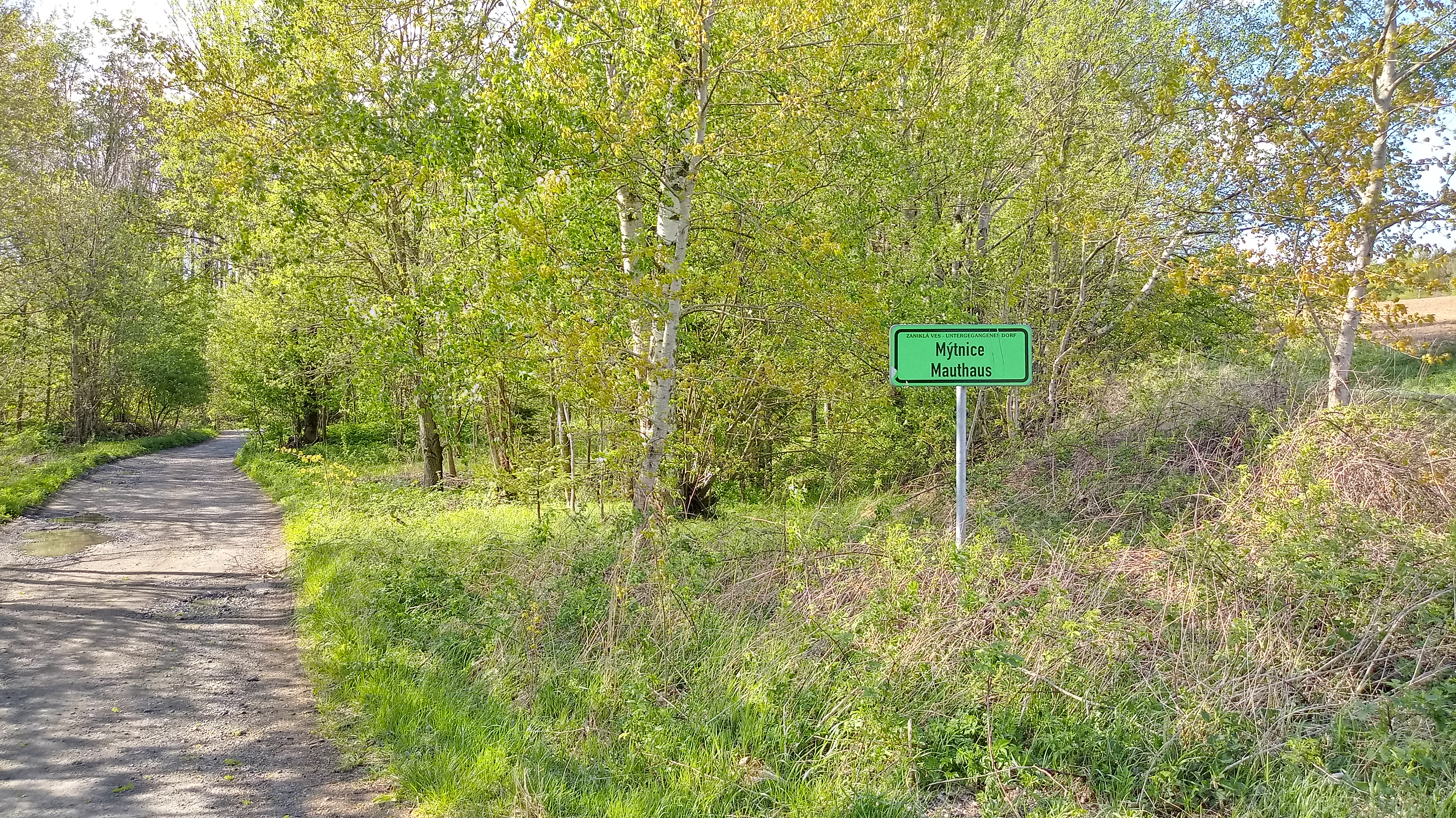
Radweg 36 bei Mýtnice (deutsch: Mauthaus)
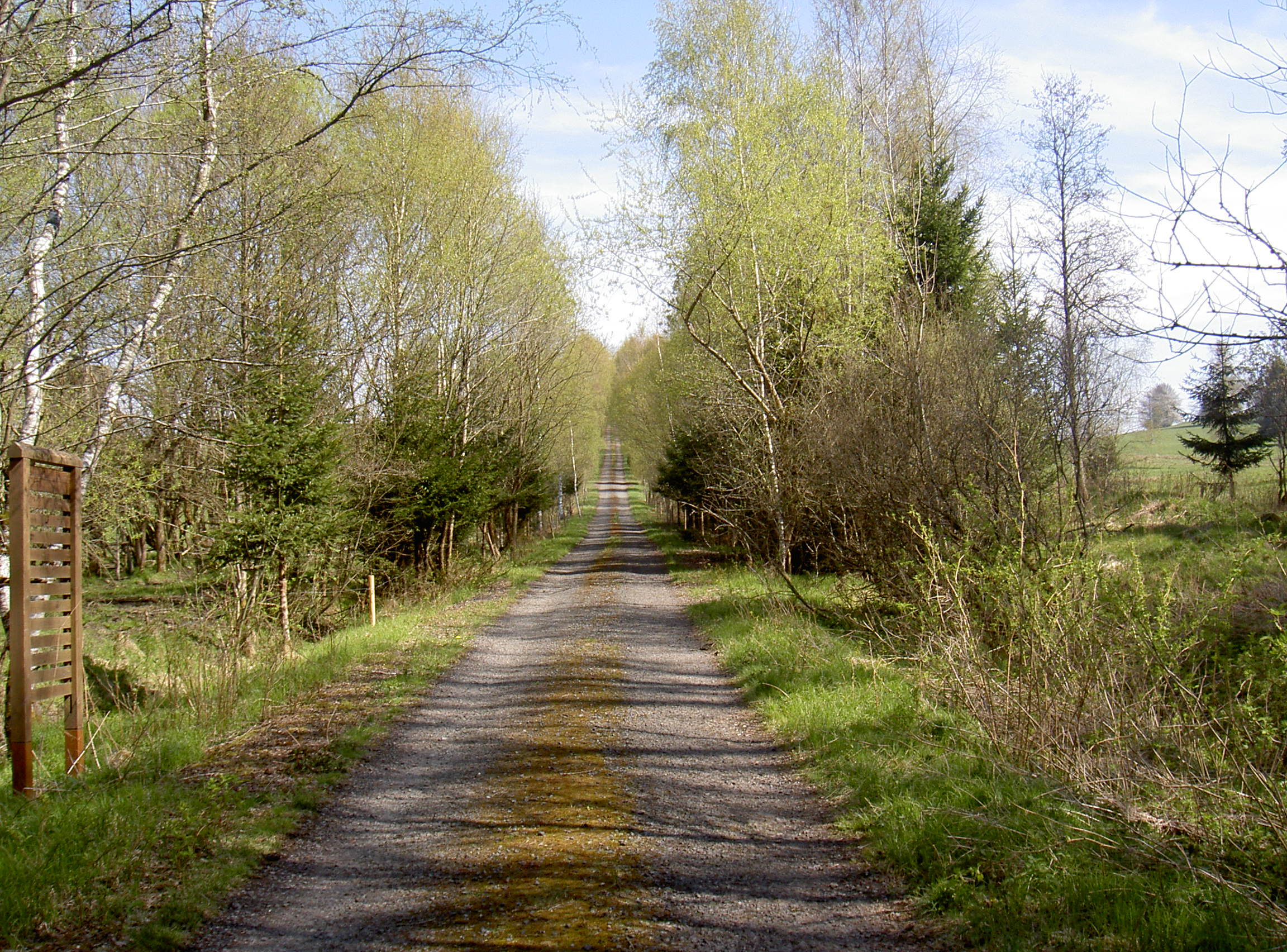
Radweg 36 bei Dolní Huť (deutsch: Unterhütten)
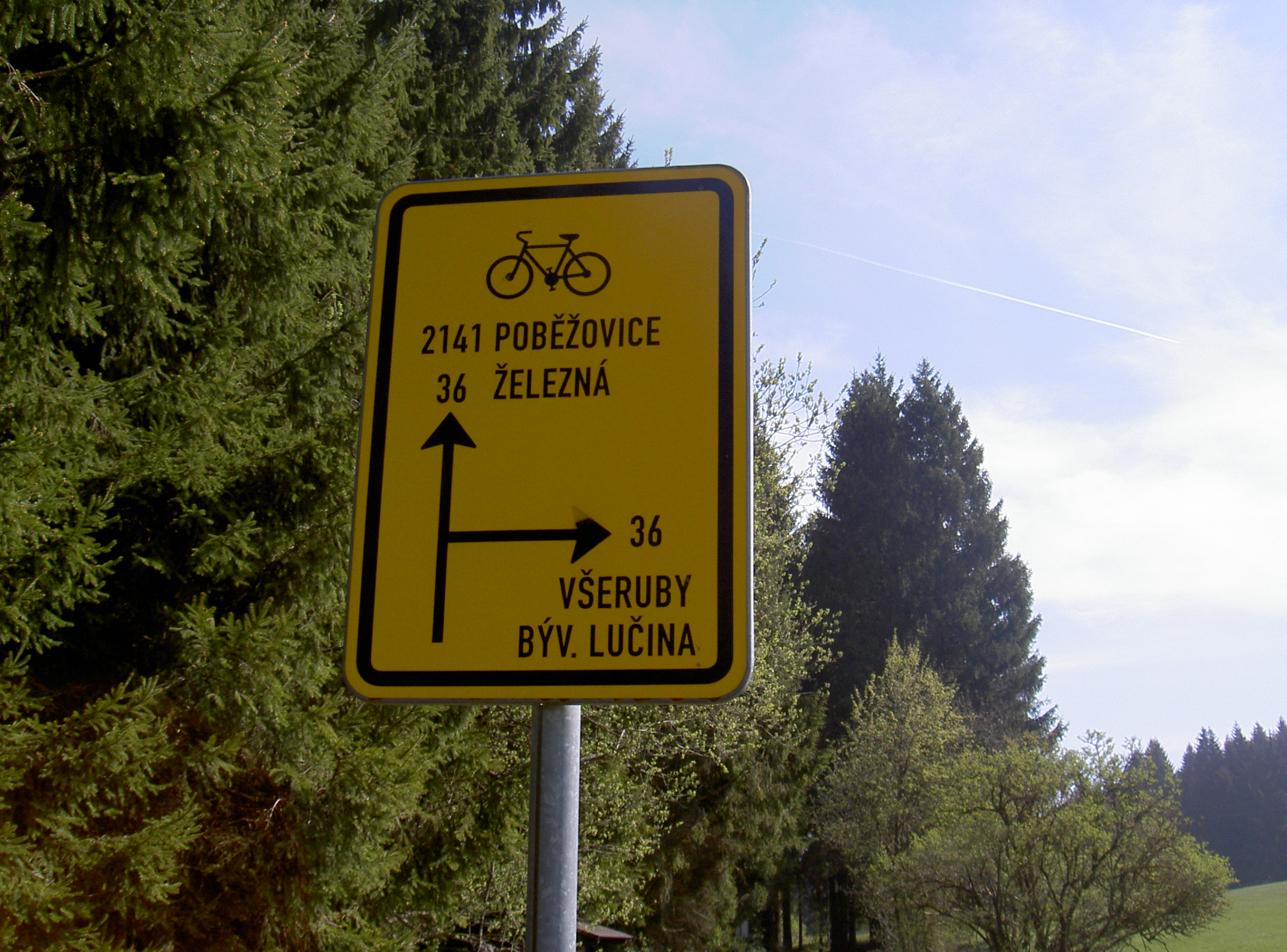
Radweg 36 nahe dem Grenzübergang Schwarzach
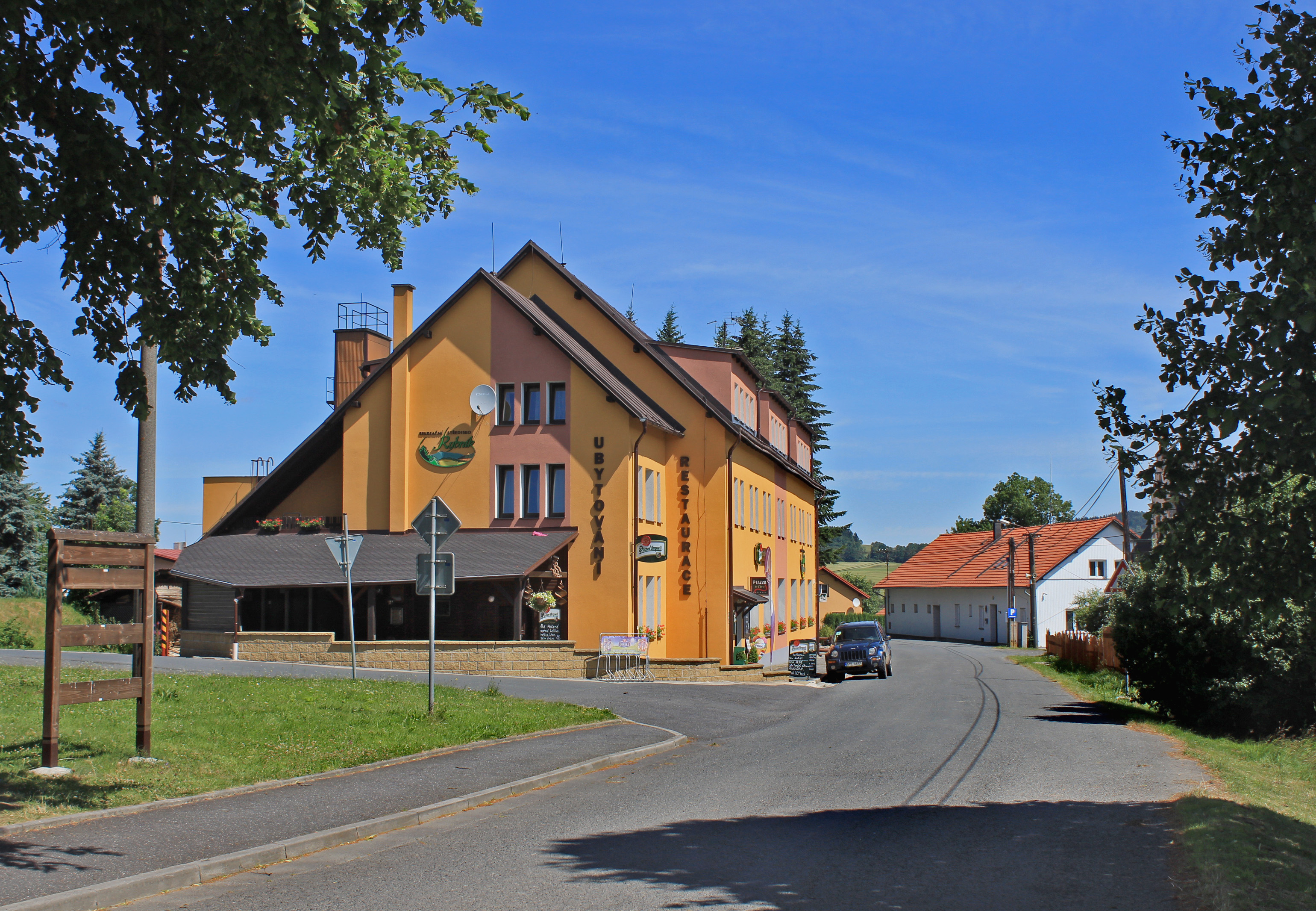
Radweg 36 in Rybník nad Radbuzou
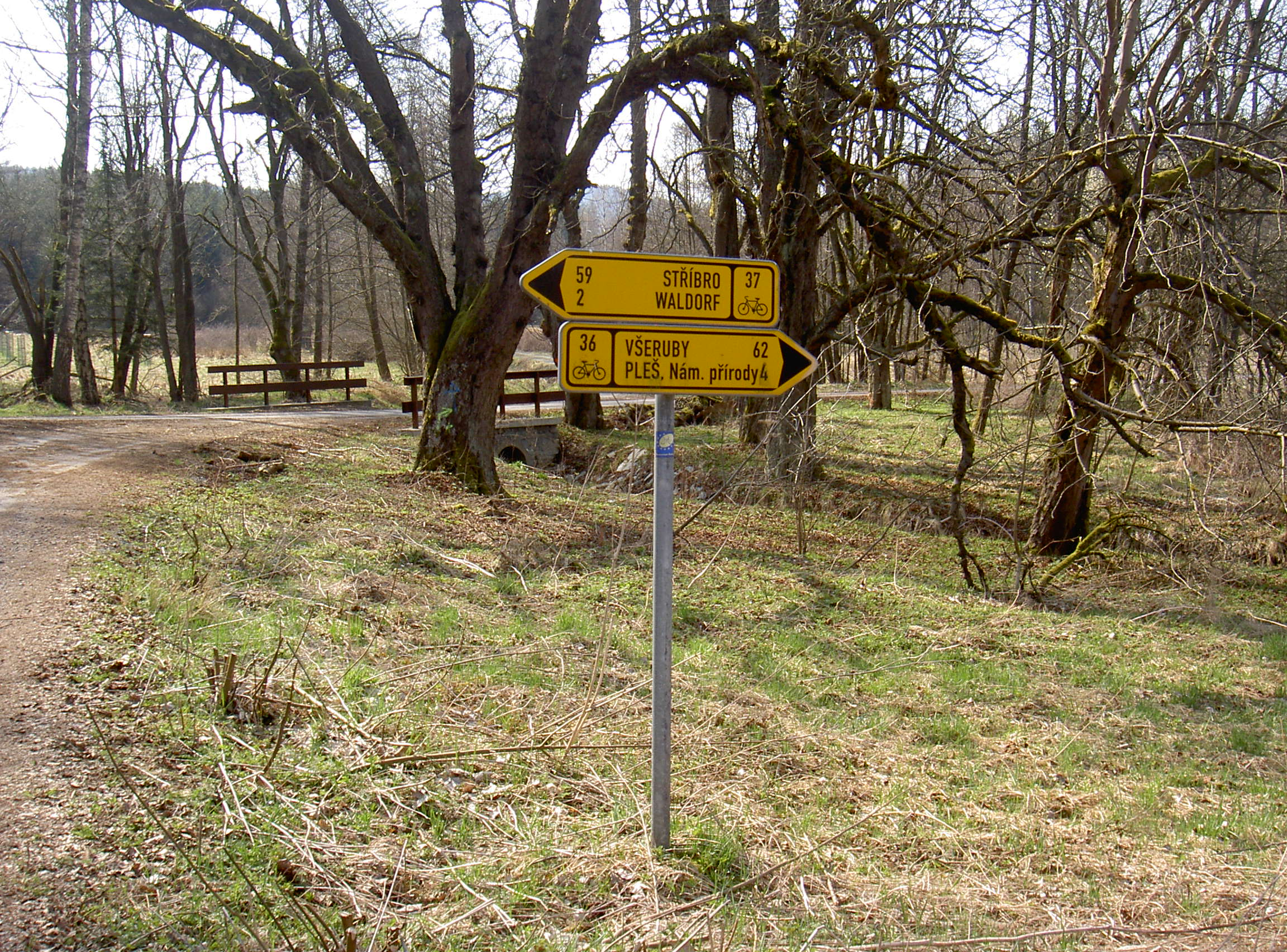
Radweg 36 bei Železná Hut' (deutsch: Eisendorfhütte)
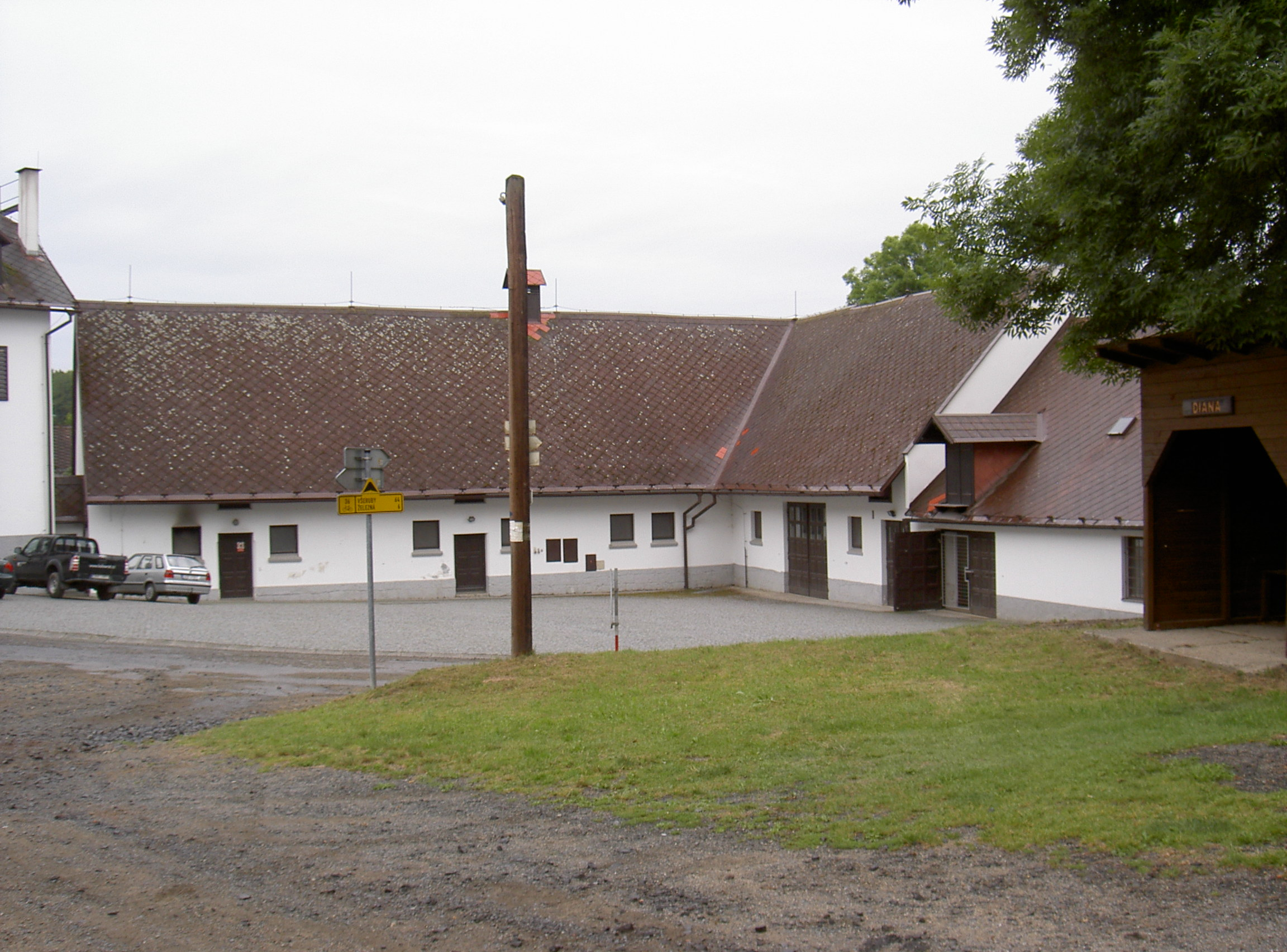
Radweg 36 in Diana